# 負債比率
負債比率（ふさいひりつ、debt to equity ratio (D/E)）は、財務分析の概念の一つ。自己資本に対する負債の比率（倍率）である。負債レバレッジと呼ばれることもある。また自己資本に対する総資本の倍率は財務レバレッジと呼ばれる。

## 概要
負債レバレッジという表現は、資産収益率がプラスであれば、負債をレバレッジ（梃子）にして、自己資本利益率を改善することができることから来ている。このことを負債のレバレッジ効果(leverage effect of debt)と呼ぶ。言い方を代えると、負債で稼いだ収益が負債コストを上回る分、すなわち利益が、負債が大きいほど多く生み出され、自己資本利益率が改善されるためである。
企業の側からは負債コストの利子は、経費として収益から控除できるのでその経費分だけ課税対象所得を減らして税金を少なく払う、つまり節税効果(saving tax effect)もある。
また負債コストが固定されているもとで、インフレーション（物価上昇）が進行するとインフレを考慮した実質的な負債コストが名目コストに比べて小さくなるという現象も知られている。最近、日本がデフレーションで苦しむまでは、先進資本主義国の多くでは石油ショックのときを除くとゆるやかなインフレの進行が第二次大戦後続いていた。このことはつぎのようにも説明できる。一般的にインフレのときにはコストよりも売上の伸びが大きい。そのもとで利払いが固定であれば、その負担は相対的に小さくなる。
実質利子＝名目利子－物価上昇率
では負債比率の上昇にほかの問題はないのだろうか。負債の増加は負債コストの増加を伴う。負債コストの中心は利払いであり、企業としては生産や売上の増減に関わらず支払いが必要な固定費用の増加になる。このことは、企業の損益分岐点売上高を押し上げそれだけ企業の財務体質を脆弱にしてしまう。
負債比率の上昇は、企業体質を企業が自覚しない間に弱めていることになる。これを危険逓増increasing riskとよぶことがある。このリスクは、借り入れる企業側にとってと同様に貸し付ける金融機関にとってもリスクである。このリスクを考慮すると負債コストは、負債コストが高いほど上昇すると考えられる。この意味で、負債の上昇はその中に自律的な反転のしかけをもっているともいえる。企業はこのコスト水準（財務体質あるいはそこに示される信用格付け）を意識的に管理することで、財務上の節度を保つこともできる。
1990年代から2000年代にかけて日本企業は、バブル経済の時期に膨張した負債の上昇がもたらすコスト負担に苦しんだ。負債水準を下げる動きは財務リストラと呼ばれた。
ところで物価が下がり気味（デフレーション）のときにはインフレのときとは逆に、実質的な負債コストが名目コストに比べて大きくなる。売り上げが減り利益が減っても金利負担が以前のままだからである。このこともあって、1990年代から2000年代にかけて日本経済がデフレ現象に見舞われたとき、多くの企業では、負債コストの負担に苦しみ、負債比率の切り下げが経営の課題にもなった。
また負債に依存した経営には、金融機関が常に融資に応ずる姿勢をとっているとの前提がある。これを資金の融通可能性availabilityという。デフレ下の日本の企業が直面した一つの問題は、金融機関が貸し渋り、つまり自身の都合で貸し出し態度を厳格にしたり、貸し出しに応じない態度を取ったと問題だった。これは金融機関の立場からみると、デフレ下の日本で、企業の収益が悪化する一方で、金融機関としては、貸出債権の不良化が進行し資産の質が劣化し、株価の下落によって株価の含み益に依存した自己資本比率維持が困難になり、貸出の圧縮と貸出資産の内容の改善を迫られたからであった。他方、金融機関の貸し渋りにより金融機関の融資に依存することのリスクを感じた企業は、負債に無原則に依存した経営から離れるようになった。
デフレ終焉とともに、企業が借入に再び積極的になる兆候がみられるが、デフレ期の経験は企業行動に今後相当期間影響を残すと考えられている。
一般論としては、負債比率は、企業の安全性を見る上では低い方がよいとされる。企業の経営者や、企業の債権者立場からは低い企業の方が財務的に健全とみなされる。しかし十分な収益機会が存在するのに、低い負債比率を経営者が続けていると、株主の側や株価アナリストからは、負債を拡大して事業規模を拡大しない経営者は臆病で、＜負債レバレッジ＞あるいは＜財務レバレッジ＞を生かしていないと批判する材料となる。
負債比率を考える場合、企業の成長段階が及ぼす影響も考慮される必要がある。企業が創業期にある段階では、企業には取引の履歴が存在しないので金融機関からの借入には困難がある。したがって創業期の企業は低い負債比率で出発せざるを得ない。それでは企業の負債比率はその後、その後は上昇する一方だろうか。そこで考慮されるべきなのは、企業の経営環境と負債コスト、資金のavailabilityについての判断である。その企業が置かれている事業環境が悪ければ企業は借入を増加させる意欲を失うであろうし、負債コストの上昇はすでにみたように負債水準上昇の歯止めとなるだろう。

## 文献
- 福光寛『証券分析論』中央経済社, 1997.
- 黒柳達夫「企業成長と資本構成」『福岡大学経済学論叢』42(4), Mar.1998.
- 松浦克己ほか「90年代における上場企業の負債比率について」『郵政総研ディスカッションペーパー』2000-02, May 2000.
- 辻幸民「わが国企業の資本構成比率の実証分析」『三田商学研究』43(2), Jun.2000.
- 花枝英樹『戦略的企業財務論』東洋経済新報社, 2002.
- 真壁昭夫「資金調達と資本構成」『フィナンシャルレビュー』62, Jun.2002.
- 米澤康博ほか『新しい企業金融』有斐閣, 2004.
- 嶋谷毅ほか「わが国企業による有利子負債の圧縮と利益配分策」『日本銀行レビューシリーズ』May 11, 2005.
- 鈴木準「企業の資金余剰は縮小方向へ」『大和総研資本市場レポート』Oct.31, 2005.
- 津森信也『入門企業財務第3版』東洋経済新報社, 2006.
- 大橋良生「負債比率と株主資本コストとの関係」『税経通信』61(4), Apr.2006.
- 上東志麻「企業の負債比率に関する考察」『経理研究』49, Win.2006.